# Scopula caricaria
Scopula caricaria är en fjärilsart som beskrevs av Carl Reutti 1853. Scopula caricaria ingår i släktet Scopula och familjen mätare. Enligt den finländska rödlistan är arten nära hotad i Finland. Artens livsmiljö är ruderatmarker, vägrenar och banvallar. Inga underarter finns listade.